# Mathias Podhorsky
Mathias Podhorsky (15. Februar 1800 in Vršovice – 5. Dezember 1849 in Prag) war ein tschechischer Opernsänger (Bariton).

## Leben
Podhorsky, der Sohn eines Winzers, sang zuerst als Chorknabe bei den Kreuzherren mit dem Roten Stern und später am Prager Theater, wo man ihm mit der Zeit auch kleine Tenor- und Baritonrollen zuwies. Nach einigen Jahren kam er an das Kärntnertortheater in Wien. Von dort ging er wieder zurück nach Prag als erster Bariton.
Er hatte eine eher trockene, dennoch kräftige Stimme, fiel jedoch eher durch seine männliche Erscheinung und durch sein dramatisches Spiel auf. Seine Glanzrolle war der „Don Juan“.
In späteren Jahren sang er jedoch nur noch kleinere Rollen.
Am 21. Februar 1827 heiratete er seine Kollegin, die Opernsängerin Katharina Comet (1807–1891).